# Прапор і герб кантону Во
Прапор і герб кантону Во розділені горизонтально: зверху білий, знизу зелений, із золотими словами «Liberté et Patrie» («Свобода і Вітчизна»).

## Герб
Кантон Во має як свою емблему прапор і герб, описані у статті 2 Конституції (SR 131.231):
«Герб кантону має такий вигляд: пересічений на білу і зелену частини, у верхній частині розташовані три рядки слів „Liberté et Patrie“ золотими літерами з чорною облямівкою».
Вексилологічний опис прапора Во: «Розділений на білу і зелену частини. У верхній частині розміщено гасло „LIBERTÉ ET PATRIE“ (СВОБОДА І БАТЬКІВЩИНА) жовтими літерами з чорними контурами». Обидва кольори повинні завжди торкатися древка.
Прапор і герб ідентичні.

## Історія
Хоча бернці окупували цю територію з 1536 року, перша спроба революції 1723 року, яку очолив Абрагам Давел, зазнала невдачі. Незалежність залишалася мрыэюдо 1791 року.1797 року Фредерік-Сезар де Лагарп подав петицію до Директорії про передачу Во під французький протекторат 24 сычня 1798 року зелений прапор, символ надії, свободи та революції, уявлений дев'ятьма роками раніше Камілем Демуленом у Парижі, замайорів у Лозанні. Хоча прапор дійсно існував, Леманська республіка (24 січня 1798 р. — 12 квітня 1798 р.) ніколи не була офіційно проголошена і була включена до складу кантону Леман, який існував з квітня 1798 р. по квітень 1803 р. у складі Гельветійської республіки.
16 квітня 1803 року Мала Рада (нинішній Державна Рада) розглядала питання про герб кантону. Було представлено дві пропозиції, і була прийнята друга. Саме вона існує і сьогодні. Мала Рада визначила кольори кантону і герб нового кантону. Це був її перший декрет. Прапор був представлений з написами «Liberté et Patrie» («Свобода і Батьківщина»). Це єдиний швейцарський прапор, на якому є написи. Слово «Liberté» («Свобода») посилається на незалежність, яку отримав новий кантон. Слово «Égalité» («Рівність» було відкинуто як занадто революційне і занадто французьке і замінено словом «Patrie» («Батьківщина»), яке стосується як кантону Во, так і Швейцарії. Тимчасова асамблея запропонувала «Union et Concorde» («Єдність і злагода»), але ці терміни не були прийняті.
Зелений колір асоціюється з ідеалами свободи та революції, але також є кольором Вільгельма Телля. Він також нагадує капелюх Вільгельма Телля, зображений на першому гербі, який не був збережений парламентом Во.
Геральдист Адольф Готьє у своїй роботі 1878 року повідомляє, що девіз іноді пишеться жовтим, іноді чорним кольором. Дійсно, указ 1803 року не уточнював колір девізу. В цьому контексті цікаво відзначити, що геральдичний звичай не був дотриманий, оскільки зазвичай не накладають два метали (золото для жовтого і срібло для білого). Саме з цієї причини було «вимушено обвести літери чорним кольором».
У 2000 році радикальний конституційний депутат Стефан Массон запропонував змінити девіз на «Liberté et Solidarité» («Свобода і солідарність»). Його підтримала більшість членів Конституційної асамблеї, яка, однак, відмовилася від свого рішення, побоюючись, що ця зміна може призвести до провалу ратифікації нової конституції народом, оскільки, згідно з опитуванням, понад 70 % населення висловилося проти цієї зміни. Іветт Джаггі запропонувала скасувати девіз, але ця пропозиція не була прийнята.
З 2002 року, з новою Конституцією Во, девіз зберігається, а колір жовтих літер підтверджено. Дійсно, стаття 2 Конституції Во говорить, що літери є «…золото, облямоване чорним кольором».

## Інші вексилологічні та геральдичні зображення
Прапор також випускається у вигляді орифлами, з хвостом або з плоскою основою. Прапор-орифлама кантонів, на якому у верхній частині зображено прапор кантону, а в нижній частині — кольори кантону, називається «повним» прапором.
Герб знаходиться на задніх номерних знаках транспортних засобів, зареєстрованих у кантоні Во. Однак присутні лише білий та зелений кольори. Літери пропущені через брак місця.

## Галерея

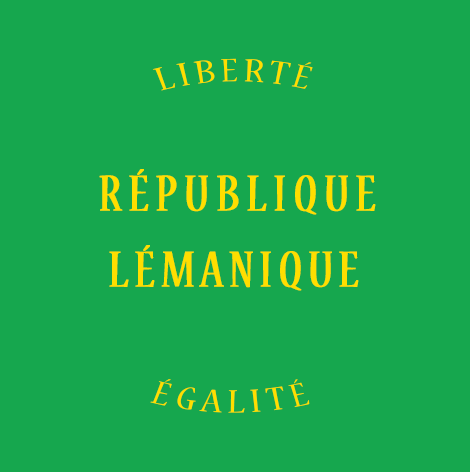
Прапор Женевської республіки (1798)
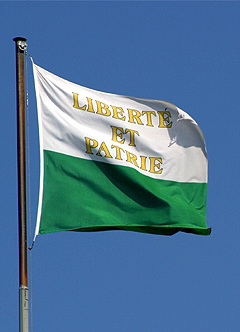
Прапор кантону Во з 1803 року
Повний прапор Во
Форма герба та щита, що використовуються кантональною владою [14]
Логотип кантону Во
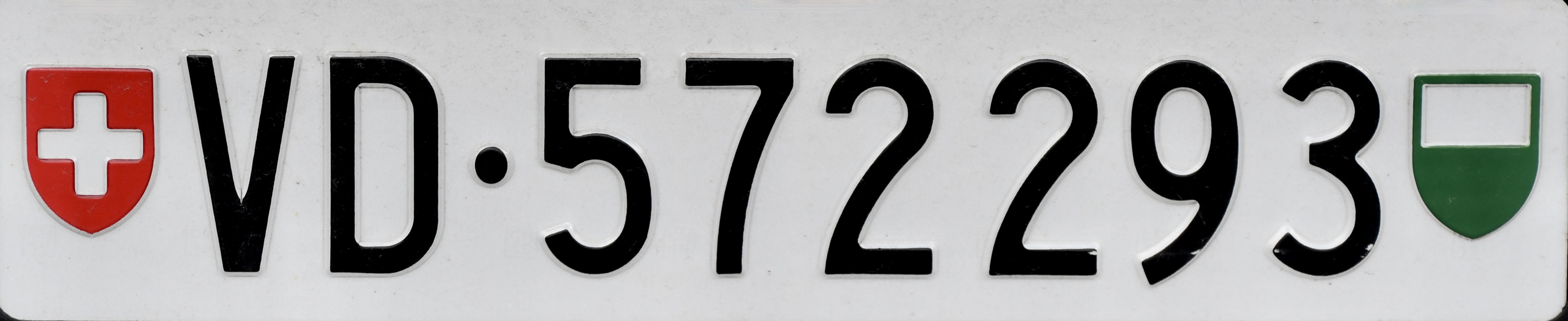
Задній номерний знак Во
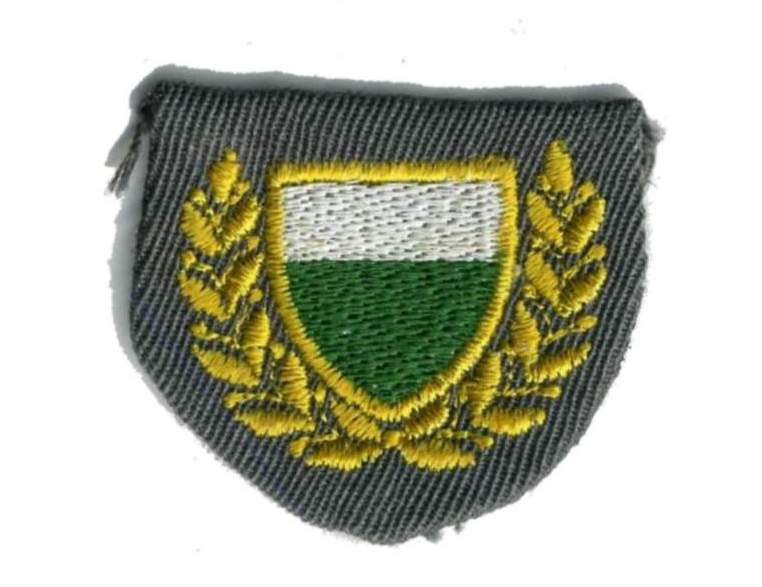
Нашивка поліції кантону
Плакат Франсіса де Йонга на честь 100-річчя кантону Во, 1903 рік